# Hodinový takt
Hodinový takt (anglicky clock rate) je v informatice obvykle označení frekvence, na které běží počítačový čip, například CPU nebo GPU (ať už jedno- nebo vícejádrový). Používá se jako indikátor rychlosti procesoru, která se měří v hodinovém cyklu za sekundu nebo jeho ekvivalent (SI jednotka) Hertz (Hz). Hodinový takt první generace počítačů byl měřen v hertzech, nebo kilohertzech (kHz), ale v 21. století rychlost moderních procesorů je běžně v gigahertzech (GHz). Tato metrika je užitečná při porovnávání procesorů v rámci stejné rodiny, které mají podobné funkce, jež mohou mít dopad na výkon. Naopak se nehodí pro porovnání procesorů vyrobených různými technologiemi (nebo výrobci). Výrobci GPU i CPU při výrobě testují a následně nastavují čipům maximální možnou použitelnou frekvenci, protože čím vyšší je při prodeji frekvence, tím vyšší je i cena.

## Určující faktory

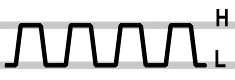
Obdélníkový průběh používaný pro hodinový takt

### Binning
Výrobci moderních procesorů si obvykle účtují prémiové ceny u procesorů, které pracují na vyšším hodinové taktu, z bdélníkový praxe tzv. binning. Pro daný procesor jsou hodinové takty stanoveny na konci výrobního procesu prostřednictvím uskutečněného testování každého procesoru. Výrobci čipů publikují specifikace takzvané "maximální taktovací frekvence" a testují čipy před jejich prodejem, aby se ujistili, že splňují tuto specifikaci a to i při provádění nejsložitějších instrukcí, které jsou schopné CPU vypočítat při nejsložitějších ostatních faktorech (testování teploty a napětí, které běží na nejnižší výkon). Procesory, které prošly testy a splnily stanovené standardy mohou být označeny s vyšší taktovací frekvencí např. 3.50 GHz, zatímco těm kterým se v testu dobře nevedlo a neplnily normy pro vyšší taktovací frekvence může být označení nejvyšší taktovací frekvence sníženo např. 3.3 GHz, a prodávají se poté za nižší cenu.

### Inženýrství
Taktovací frekvence CPU je normálně určena frekvencí z oscilátoru crystalu. Obvykle krystalový oscilátor vytváří pevné sinusové vlny — frekvence referenčního signálu. Elektronické obvody tento signál poté transformují na digitální signál (obdélníkový signál) pro digitální aplikace. Hodiny distribuční sítě uvnitř procesoru nesou hodinový signál pro všechny části, které jej potřebují. A/D převodník má "hodinový" pin vedený podobným systémem pro nastavení vzorkovací frekvence. S konkrétním CPU je možné vyměnit krystal původní za jiný, který bude mít poloviční frekvenci ("podtaktování"), poté bude obecně CPU běžet na polovinu výkonu avšak se snížením vyprodukovaného tepla od CPU. Naopak někteří lidé se snaží zvýšit výkon procesoru tím, že nahradí oscilátor krystalu s vyšší frekvencí krystalu ("přetaktování"). Nicméně možnosti přetaktování je omezeno a limitováno časem, kdy je procesor v provozu a především také množstvím vyprodukovaného tepla (které je logicky větší, jelikož se procesor více zahřívá)
Po každém hodinovém pulsu potřebují signálové linky uvnitř CPU čas, aby se usadili do jejich nového stavu. To znamená, že každý signál linky musí dokončit přechod z 0 na 1 nebo z 1 na 0. Pokud následující hodinový puls přijde před tím, výsledky budou nesprávné. V procesu přechodu se uvolňuje nějaká energie ve formě tepla (většinou uvnitř řízených tranzistorů). Při provádění složitých instrukcí, které způsobují mnoho přechodů, platí že čím vyšší taktovací frekvence, tím více tepla. Tranzistory mohou být poškozeny nadměrným teplem (přehřejí se).

## Historické milníky a stanovené rekordy
První elektromechanický počítač pro všeobecné použití, Z3 pracoval s frekvencí kolem 5 až 10 Hz. První elektronický počítač pro všeobecné použití, ENIAC, použil ve své cyklické jednotce hodiny o frekvenci 100 kHz. Protože každá instrukce trvala 20 cyklů, měla instrukční rychlost 5 kHz.
První komerční počítač, Altair 8800 (MITS), používal Intel 8080 CPU s taktovací rychlostí 2 MHz (2 milionů cyklů za sekundu). Původní IBM PC (c. 1981) měl taktovací frekvence 4,77 MHz (4,772,727 cyklů za sekundu).
V roce 1992 Hewlett-Packard a Digital Equipment Corporation zlomili obtížně dosažitelný 100 MHz limit s RISC techniky v PA-7100 a AXP 21064 DEC Alpha. V roce 1995, Intel P5 Pentium čip běžel na 100 MHz (100 milionů cyklů za sekundu). 6. března 2000 AMD dosáhlo 1 GHz milník několik měsíců před Intelem. V roce 2002, Intel Pentium 4 model byl představen jako první procesor s taktovací frekvencí 3 GHz (tři miliardy cyklů za sekundu, což odpovídá ~3.3×10−10sekund nebo 0,33 nanosekund za cyklus). Od té doby se hodinový takt od výrobců procesorů zvyšuje mnohem pomaleji a navýšení a celkové zlepšení výkonu putuje z jiných konstrukčních změn.
Od roku 2011 je Guinnessův světový rekord pro nejvyšší CPU hodinový takt přetaktovaný procesor na hodnotě 8.805 GHz a to AMD Bulldozer založený na čipu FX-8150. Tento čip předčil předchozí rekord, 8.670 GHz AMD FX "Piledriver" čip.
Od poloviny roku 2013 je nejvyšší taktovací frekvence na výrobní procesor IBM zEC12, taktovaný na 5.5 GHz, který byl vydán v srpnu roku 2012.

## Výzkum
Inženýři i nadále hledají nové způsoby, jak navrhnout procesory, které by byly o trochu více rychlejší, nebo by používaly trochu méně energie. Maximální limity energie na přechod jsou zkoumány v reverzibilní computing.
První plně reverzibilní CPU Pentium, bylo realizováno za použití standardních CMOS tranzistory ke konci roku 1990 na MIT.
Inženýři také pokračují v hledání nových způsobů jak navrhnout procesory tak, aby  dokončily více instrukcí v hodinovém cyklu, čímž se dosáhne nižší CPI (hodinové cykly na instrukci) počet, i když se může spustit ve stejné nebo dokonce nižší taktovací frekvenci jako starší procesory. Toho je dosaženo prostřednictvím architektonické techniky jako je instrukční pipelining a out-of-order execution, který se snaží využít paralelního zpracování (superskalární architektura).

## Porovnání
Hodinový takt procesoru je velmi užitečný pro  porovnávání mezi procesory ve stejné rodině. Hodinový takt je pouze jedním z několika faktorů, které mohou ovlivnit výkon při porovnávání procesorů v různých rodinách. Například IBM PC s Intel 80486 CPU běží na 50 MHz a bude asi dvakrát tak rychlejší (vnitřně) při porovnání se stejným CPU a paměti běžícím na 25 MHz, zatímco to samé nebude pravda pro MIPS R4000 běžícím na stejné taktovací frekvenci jako dva různé procesory, které implementují různé architektury a mikroarchitektury. Existuje mnoho dalších faktorů, které je nutné zvážit při porovnávání procesorů jako je šířka CPU datové sběrnice, latence paměti a cache architektury.
Hodinový takt sám o sobě je obecně považován za nepřesné měření při porovnávání procesorů ze stejné rodiny. Pro podobné porovnávání jsou softwary zvané benchmarky a jsou celkem užitečné. Hodinové hodnoty mohou být někdy zavádějící, protože množství práce vykonané na různých procesorech mohou dělat v jednom cyklu odlišné. Například superskalární procesory mohou vykonat více než jednu instrukci za jeden cyklus (v průměru), což pro ně není neobvyklé. Kromě toho superskalární procesory s využitím paralelismu mohou také ovlivnit výkon počítače, bez ohledu na taktovací frekvence.